# Ini-Abasi Umotong
Ini-Abasi Anefiok Umotong (* 15. Mai 1994 in Calabar) ist eine nigerianische Fußballspielerin. Seit dem 1. Juli 2022 ist sie vereinslos.

## Karriere

### Vereine
Umotong, Tochter und jüngste von sechs Geschwistern von Dr. Ben Anefiok und Grace Umotong aus Ikono (Bundesstaat Akwa Ibom), gelangte mit ihren Eltern im Alter von einem Jahr aus dem Süden Nigerias nach England.
Im Ort ihrer Niederlassung, spielte sie im Alter von fünf Jahren das erste Mal Fußball in einem Verein. Im Jahr 2003 – noch Grundschülerin – wurde sie von Talentsichtern von Birmingham City „entdeckt“. Im weiteren Verlauf gehörte sie schließlich diesem Verein bis zum Saisonende 2010/11 an.
Ihr erster Verein im Seniorinnenbereich war der seinerzeit in der zweitklassigen FA Women’s Premier League vertretene Verein Aston Villa, für den sie in der Saison 2011/12 im Alter von 17 Jahren zu Punktspielen kam.
Nach ihrem Abschluss an der Kings Norton Highschool in Kings North, ein Stadtteil von Birmingham, begab sie sich in die Vereinigten Staaten um ein Studium zu beginnen. An der Wright State University in Dayton kam sie während ihrer Studienzeit auch für das Sport-Team der Bildungseinrichtung, die Raiders, in 38 Meisterschaftsspielen der Horizon League innerhalb der NCAA Division I zum Einsatz, in denen sie elf Tore erzielte.
Nach England zurückgekehrt, gehörte sie den Pompey Ladies an, wie sich die Frauenfußballmannschaft des FC Portsmouth nennt. Für diesen Verein kam sie in der Premieren-Saison der FA Women’s Super League 2, die zweithöchste Spielklasse im englischen Frauenfußball, zum Einsatz.
Während ihrer Vereinszugehörigkeit verfolgte sie ein Studium an der University of Southampton in Wirtschaftswissenschaften und Versicherungsmathematik.
Im Februar 2016 wechselte sie zum Ligakonkurrenten Oxford United und gehörte anschließend von 2017 (in der WSL 2 der Frühlingsserie; zugleich Übergang von Spielzeit auf Saison) bis 2020 Brighton & Hove Albion in der höchsten Spielklasse, der FA Women’s Super League, an. Sie wurde von 2018 bis 2020 in 34 Punktspielen eingesetzt und erzielte drei Tore.
Nach Schweden gelangt, kam sie in der Spielzeit 2020 für Växjö DFF in der Damallsvenskan, die höchste Spielklasse im schwedischen Frauenfußball, in 15 Punktspielen in Folge (vom 2. August bis zum 15. November) zum Einsatz, in denen ihr zwei Tore (1:2 vs. Djurgården IF und 1:0 vs. Piteå IF am  3. und 11. Oktober) gelangen.
Nach England zurückgekehrt, war sie für den Lewes FC Saison übergreifend in der FA Women’s Super League 2 vom 14. März 2021 (14. Spieltag) bis zum 16. Januar 2022 (13. Spieltag) in 20 Punktspielen aktiv, in denen ihr neun Tore gelangen.

### Nationalmannschaft
Umotong debütierte als Nationalspielerin für den NFF in der A-Nationalmannschaft am 21. März 2015 im Qualifikations-Hinspiel für das Fußballturnier im Rahmen der Afrikaspiele 2015 in Brazzaville (Republik Kongo), nachdem sie für das vierwöchige Trainingslager in Nigeria eingeladen worden war (und aufgrund ihres Studiums in England die ersten zwei Wochen verpasste).
Sie kam in einem 20-minütigen Gastspiel gegen den nigerianischen Premier-League-Klub Confluence Queens und dann erneut als Einwechselspielerin gegen Spotlight Queens zum Einsatz, in denen sie ein Tor gegen die erste Mannschaft und acht gegen die zweite Mannschaft erzielte. Ihr seinerzeitiger Trainer Edwin Okon war von ihrer Leistung beeindruckt, sodass er sie beim 1:1-Unentschieden gegen die Nationalmannschaft Malis in Bamako in der 57. Minute zu ihrem Länderspieldebüt verhalf. Umotong avancierte zugleich zur ersten A-Nationalspielerin ihres (abstellenden) Vereins FC Portsmouth. Das Qualifikations-Rückspiel in Abuja gewann ihre Mannschaft mit 8:0 und war für das Fußballturnier qualifiziert; in diesem Spiel und im Turnier selbst kam Umotong jedoch nicht zum Einsatz, da sie sich bereits in England befand und ihr Studium fortsetzte. Sie gehörte zum Aufgebot für die Weltmeisterschaft 2015 in Kanada an, kam jedoch in den drei Spielen ihrer Mannschaft in der Gruppe D nicht zum Zuge.
Mit der Nationalmannschaft nahm sie an der Januar-Austragung des Vier-Nationen-Turniers in Wuhua (Volksrepublik China) teil. Bei nur vier teilnehmenden Mannschaften bestritt sie das am 17. Januar mit 0:3 gegen die Nationalmannschaft Chinas verlorene Halbfinale und das mit 4:1 gegen die Nationalmannschaft Rumäniens gewonnene Spiel um Platz 3. In diesem Spiel erzielte sie mit dem Treffer zum Endstand in der  85. Minute ihr erstes Länderspieltor.
Einen Monat später wurde sie bei der Teilnahme ihrer Mannschaft am Turnier um den Zypern-Cup in den ersten beiden Spielen der Gruppe C und im Spiel um Platz 7 beim 3:0-Sieg über die Nationalmannschaft Thailands am 6. März in Larnaka eingesetzt. Zuletzt kam sie am 8. April 2019 in einem Freundschaftsspiel gegen die Nationalmannschaft Kanadas bei der 1:2-Niederlage in San Pedro del Pinatar als Einwechselspielerin ab der 68. Minute zu ihrem siebten Länderspiel.

## Erfolge
- Finalist Meisterschafts-Play-off 2015 (ohne Finaleinsatz) [6]
- Sieger South Division WSL 2 2015